# Могой-Горхон
Могой-Горхон (рос. Могой-Горхон) — улус Тункинського району, Бурятії Росії. Входить до складу Сільського поселення Хужири.
Населення — 88 осіб (2015 рік).